# Serious Sam's Bogus Detour
Serious Sam's Bogus Detour est un jeu vidéo de type shoot 'em up développé par Crackshell et édité par Devolver Digital, sorti en 2017 sur Windows et Linux.

## Accueil
- Jeuxvideo.com : 16/20[1]